# Chenjiawo-Stätte
Die Chenjiawo-Stätte (chinesisch 陈家窝, Pinyin Chénjiāwō) ist ein archäologischer und paläoanthropologischer Fundort im Kreis Lantian der chinesischen Provinz Shaanxi. 1963 wurde hier – nahe Yehu – ein sehr gut erhaltener bezahnter Unterkiefer von Homo erectus entdeckt, der gemeinsam mit den homininen Fossilien  aus der Gongwangling-Stätte auch als Lantian-Mensch bezeichnet wird; der Unterkiefer von Chenjiawo wird zudem auch als ‚Chenjiawo-Mensch‘ (陈家窝人,  Chénjiāwōrén – „Chenchiawo-Mann“) bezeichnet. Eine paläomagnetische Datierung durch chinesische Forscher ergab ein Alter von 650.000 bis 500.000 Jahren.
Neben einem hier entdeckten menschlichen Fossilien wurde auch eine fossile Faunengemeinschaft entdeckt, die Chenjiawo-Faunengemeinschaft (陈家窝动物群,  Chénjiāwō dòngwùqún).
Die beiden Fundstätten der so genannten Lantian-Menschen stehen seit 1982 auf der Liste der Denkmäler der Volksrepublik China (2-47).